# Мичурин-Азмекей, Александр
А. Мичу́рин-Азмеке́й (псевдоним, настоящее имя — Алекса́ндр Степа́нович Ятма́нов) (29 октября 1912, Малые Маламасы, Памъяльская волость, Чебоксарский уезд, Казанская губерния, Российская империя — 29 сентября 1985, г. Звенигово, Марийская АССР, РСФСР, СССР) — марийский советский писатель, переводчик, журналист, педагог, член Союза писателей СССР с 1957 года. Заслуженный работник культуры Марийской АССР (1982). Участник Великой Отечественной войны.

## Биография
Родился 29 октября 1912 года в д. Малые Маламасы ныне Звениговского района Марий Эл в бедной крестьянской семье. Учился в Красноярском земском училище, Кокшамарской сельскохозяйственной школе-девятилетке. В 1930 году поступил в Марийский педагогический техникум в г. Йошкар-Оле, но в связи с нехваткой учителей на селе был направлен работать учителем начальных классов в Большекорамасскую школу Волжского района Марий Эл. Позже окончил курсы при Марийском педагогическом институте. До 1934 года работал директором школы-семилетки, инспектором Звениговского районного отдела народного образования Марийской АССР.
В 1934—1937 годах служил в пограничных войсках Красной армии. Вернувшись в Йошкар-Олу, работал сотрудником редакции республиканской газеты «Марий коммуна», редактором Марийского книжного издательства.
В январе 1942 года был призван в РККА. Участник Великой Отечественной войны: командир взвода, помощник командира роты в звании младшего лейтенанта. Сражался под Краснодоном, на Харьковском и Сталинградском направлениях. Был тяжело ранен, попал в плен, откуда вскоре освободился. Демобилизовался из армии в 1945 году.
В послевоенное время работал редактором художественной литературы в Марийском книжном издательстве, корреспондентом Комитета по телевидению и радиовещанию Марийской АССР. В течение 10 лет, до выхода на пенсию в 1972 году был литературным редактором журнала «Ончыко».
Умер 29 сентября 1985 года в г. Звенигово Республики Марий Эл, похоронен на родине.

## Литературная деятельность
Писать начал со школы, в 15 лет под влиянием братьев С. Мичурина-Ятмана и И. Ятманова, увлёкшихся литературным творчеством. Первый его рассказ был опубликован в журнале «У вий» в 1931 году. В 1940 году вышел первый сборник рассказов «Патриот-шамыч» («Патриоты»). В 1939 году в альманахе «Пиалан илыш» была опубликована повесть «Коммунист Миклай», посвящённая классовой борьбе в марийской деревне в период НЭПа.
Наиболее известен как автор прозаических произведений для детей на тему природы. В 1955 году из печати вышел сборник «Чодырасе сӱан» («Лесная свадьба»). Красоте природы Марийского края он посвятил десятки рассказов, изданных впоследствии несколькими книгами на марийском и русском языках.
В 1957 году был принят в Союз писателей СССР.
Писал и на военно-патриотическую тему: в результате встреч с ветеранами войны, поездок по местам боевой славы написал документальную повесть «Россон чодыраште» («В лесах под Россонами») о деятельности партизанской бригады в годы войны на территории Белоруссии под командованием нашего земляка, полковника Р. А. Охотина.
На родной язык перевёл сказки М. Салтыкова-Щедрина, рассказы А. Куприна, 1-ю часть романа М. Бубенова «Белая берёза», «Повесть о сыне» Е. Кошевой, произведения В. Арсеньева, Г. Николаевой, Я. Гашека и других писателей. В свою очередь его рассказы были переведены на русский, татарский, чувашский, мордовский, коми, эстонский, финский и венгерский языки.

## Основные произведения
Далее представлен список основных произведений А. Мичурина-Азмекея на марийском и русском языках:

### На марийском языке
- Патриот-шамыч; ойлымаш-шамыч [Патриоты: рассказы]. — Йошкар-Ола, 1940. — 60 с.
- Чодырасе сӱан: ойлымаш-влак [Лесная свадьба: рассказы]. — Йошкар-Ола, 1955. — 48 с.
- Тул воктене: ойлымаш-влак [У костра: рассказы]. — Йошкар-Ола, 1960. — 88 с.
- Коммунист Миклай: повесть. — Йошкар-Ола, 1966. — 136 с.
- Пӱртӱс мурызо: ойлымаш, очерк, фельетон [Поэзия природы: рассказы, очерки, фельетоны]. — Йошкар-Ола, 1968. — 112 с.
- Россон чодыраште: документ негызеш возымо повесть [В лесах под Россонами: док. повесть]. — Йошкар-Ола, 1972. — 128 с.
- Пондаш: мыскара ойлымаш-влак [Борода: юмор, рассказы]. — Йошкар-Ола, 1976. — 72 с.
- Пӱртӱс муро: ойлымаш-влак [Поэзия природы: рассказы]. — Йошкар-Ола, 1981. — 208 с.

### На русском языке
- У костра: рассказы / пер. А. Докукина. — Йошкар-Ола, 1959. — 80 с.
- Поэзия природы: рассказы / пер. А. Смоликова, М. Мухачёва, З. Макаровой, Л. Ятманова. — Йошкар-Ола, 1977. — 112 с.
- На зорьке: рассказы / пер. М. Мухачёва, З. Макаровой, А. Мосунова. —Йошкар-Ола, 1969. — 100 с.
- Дедушкина азбука: рассказ / пер. Л. Ятманова // Зелёная роща. — М., 1976. — С. 192—197.
- На зорьке: рассказы. — Йошкар-Ола, 1977. — 112 с.
- Лесная свадьба: повесть, рассказы. — Йошкар-Ола, 1985. — 176 с.
- На озере Шап: рассказ / пер. А. Докукина // Солнце над лесами. — Йошкар-Ола, 1984. — С. 223—229.

## Память
- На родине писателя, в д. Малые Маламасы Звениговского района Марий Эл на доме, где он жил и работал, в честь него и его братьев установлена мемориальная доска[7].
- Дом писателя на его родине, в д. Малые Маламасы Звениговского района Марий Эл является объектом культурного наследия[8].
- В с. Красный Яр Звениговского района Марий Эл установлен памятный знак писателю[9].
- В октябре 2017 года в Красноярской средней общеобразовательной школе Звениговского района Марий Эл отметили 105-летие со дня рождения писателя А. Мичурина-Азмекея. Праздник состоялся благодаря проекту «Калык шумыш вочшо уста пӱртӱс мурызо» («Навсегда в душе народа певец марийской природы») в рамках Государственной программы Республики Марий Эл «Государственная национальная политика Республики Марий Эл на 2013—2020 годы»[10].

## Звания и награды
- Заслуженный работник культуры Марийской АССР (1982)[2]
- Орден Отечественной войны II степени (06.04.1985)[3]
- Медаль «За победу над Германией в Великой Отечественной войне 1941—1945 гг.»
- Юбилейная медаль «Двадцать лет Победы в Великой Отечественной войне 1941—1945 гг.»
- Юбилейная медаль «Тридцать лет Победы в Великой Отечественной войне 1941—1945 гг.»
- Юбилейная медаль «Сорок лет Победы в Великой Отечественной войне 1941—1945 гг.»
- Почётная грамота Президиума Верховного Совета Марийской АССР (1962)[2]